# Asaph Hall
Asaph Hall (Goshen, Connecticut, 15 de outubro de 1829 — Annapolis, Maryland, 22 de novembro de 1907) foi um astrônomo norte-americano.

## Descoberta de Fobos e Deimos
Durante uma maior aproximação, de Marte, em 1877, Hall foi encorajado por Angeline Stickney, sua esposa, a procurar as luas marcianas. Seus cálculos mostraram que a órbita deve ser muito próxima ao planeta. Hall escreveu: "A chance de encontrar um satélite parecia muito pequena, de modo que eu poderia ter abandonado a busca se não fosse pelo encorajamento de minha esposa".

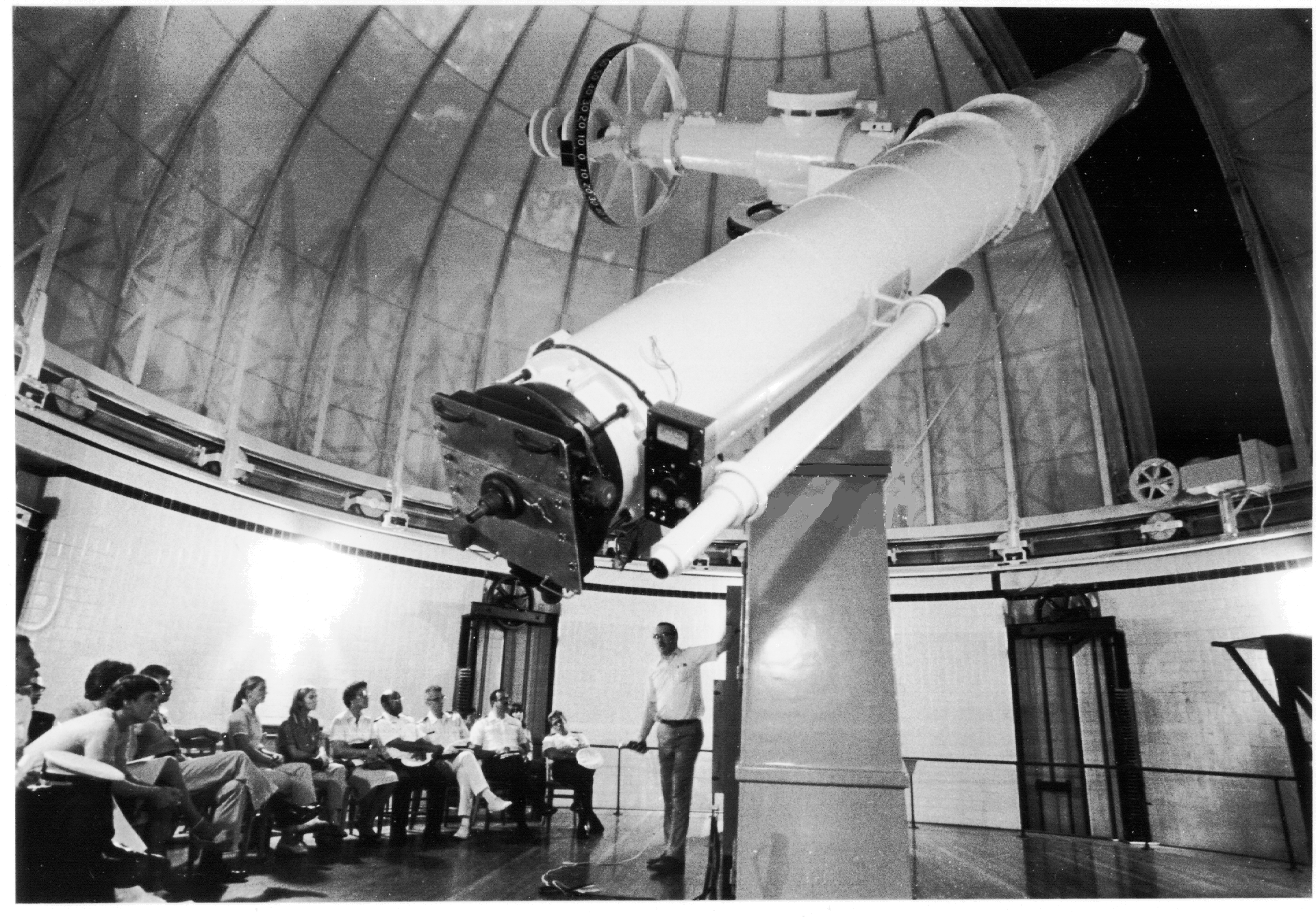
O telescópio usado para descobrir as luas marcianas

Asaph Hall descobriu Deimos em 12 de agosto de 1877 por volta das 07h48 UTC e Phobos em 18 de agosto de 1877, no Observatório Naval dos Estados Unidos em Washington, D.C., por volta das 09h14 GMT (fontes contemporâneas, usando a convenção astronômica pré-1925 que começou o dia ao meio-dia, dê a hora da descoberta como 11 de agosto 14h40 e 17 de agosto 16h06 (hora média de Washington, respectivamente). Na época, ele estava deliberadamente procurando por luas marcianas. Hall já tinha visto o que parecia ser uma lua marciana em 10 de agosto, mas devido ao mau tempo, ele não pôde identificá-los definitivamente até mais tarde.
Hall registrou sua descoberta de Fobos em seu caderno da seguinte forma:

"Repeti o exame na parte inicial da noite de 11 [de agosto de 1877], e novamente não encontrei nada, mas tentando novamente algumas horas depois, encontrei um objeto tênue no lado seguinte e um pouco ao norte do planeta. hora de garantir uma observação da sua posição quando o nevoeiro do Rio interrompeu os trabalhos, isto foi às duas e meia da noite do dia 11. O tempo nublado interveio durante vários dias.
"Em 15 de agosto o tempo parecia mais promissor, dormi no Observatório. O céu clareou com uma tempestade às 11 horas e a busca foi retomada. A atmosfera, entretanto, estava em muito mau estado e Marte estava tão escaldante e instável que nada podia ser visto do objeto, que agora sabemos que estava naquela época tão perto do planeta que era invisível.
“Em 16 de agosto o objeto foi encontrado novamente no lado seguinte do planeta, e as observações daquela noite mostraram que ele estava se movendo com o planeta, e se um satélite, estava perto de um de seus alongamentos. Até este momento eu havia dito nada a ninguém no Observatório da minha busca por um satélite de Marte, mas ao deixar o observatório após as observações do dia 16, por volta das três da manhã, contei ao meu assistente, George Anderson, a quem havia mostrado o objeto, que pensei ter descoberto um satélite de Marte. Disse-lhe também para ficar quieto, pois não queria que nada fosse dito até que o assunto estivesse fora de dúvida. Ele não disse nada, mas a coisa era boa demais para guardar e eu deixei eu mesmo. Em 17 de agosto, entre uma e duas horas, enquanto eu reduzia minhas observações,O Professor Newcomb entrou em meu quarto para almoçar e eu mostrei a ele minhas medidas do objeto fraco perto de Marte, o que provou que ele estava se movendo com o planeta.
"Em 17 de agosto, enquanto esperava e observava a lua externa, a interna foi descoberta. As observações dos dias 17 e 18 colocaram fora de dúvida o caráter desses objetos e a descoberta foi anunciada publicamente pelo almirante Rodgers."

Hall se aposentou da Marinha em 1891. Ele se tornou professor de mecânica celeste na Universidade de Harvard em 1896 e continuou a lecionar lá até 1901.